# Bandvink
De bandvink (Amadina fasciata) is een tot de familie van de prachtvinken (Estrildidae) behorende zangvogel uit Noord- en Oost-Afrika en Transvaal. De vogel wordt in Nederland vaak in gevangenschap gehouden.

## Kenmerken
De bandvink is 11 tot 12 cm lang van kop tot staartpuntje. De kop en de nek zijn lichtbruin gestreept; bovenzijde bruin, donkerbruin gestreept; de staart is donkerbruin met wit; de vleugels zijn dofbruin, zwart en roodbruin getekend. De wangen en de oogranden, keel en kin zijn wit. Van hals naar keel heeft de bandvink een karmijnrode band, daaronder geelbruin, vanaf de borst is hij iets gestreept. Het vrouwtje is minder gestreept dan het mannetje en mist de rode band.

## Verspreiding en leefgebied
Er komen in Afrika vier ondersoorten voor met ieder een eigen verspreidingsgebied:
- A. f. fasciata (Zuid-Mauritanië, Senegal, Gambia tot Soedan en Oeganda)
- A. f. alexanderi (Eritrea, Ethiopië en Somalië tot in Kenia en Tanzania)
- A. f. meridionalis (Zuid-Angola en Noord-Namibië tot Noord-Mozambique)
- A. f. contigua (het zuiden van Zimbabwe en Mozambique en het noorden van Zuid-Afrika)

Het is een vogel van savannegebieden, dus in droge terreinen met verspreid staande grote bomen. De vogel wordt vaak waargenomen zittend in hoge kale takken. In de droge tijd komen deze vinken vaak in groepjes voor samen met andere vinkachtigen. Ze vormen soms kleine zwermen bij waterlopen.

## Status
De bandvink heeft een groot verspreidingsgebied en daardoor alleen al is de kans op de status kwetsbaar (voor uitsterven) gering. De grootte van de populatie is niet gekwantificeerd. De trends in aantallen lijken stabiel. Om deze redenen staat de bandvink als niet bedreigd op de Rode Lijst van de IUCN.

## Volière
De vogel is heel goed geschikt voor een buitenvolière en kan ook het best met grotere vogels samen gehouden worden. Ze gaan over het algemeen gemakkelijk over tot broeden. Ze kunnen lastig zijn voor andere soorten in de volière. Ze stelen namelijk nestmateriaal uit nesten van andere vogels, zelfs als deze eitjes en/of jongen hebben.